# Csepreg
Csepreg (tyska: Tschapring, kroatiska: Čepreg) är en stad och kommun i distriktet Kőszeg i provinsen Vas i Ungern. Den ligger vid floden Répce, nära gränsen till Österrike. Kommunen har 3 183 invånare (2024), på en yta av 49,54 km².